# ناحیه ابونصیر
ناحیه ابونصیر (به عربی: أبو نصیر) یک منطقهٔ مسکونی در اردن است که در امان واقع شده‌است.